# El Arroyo Colorado
El Arroyo Colorado är en ort i Mexiko.   Den ligger i kommunen Uruapan och delstaten Michoacán de Ocampo, i den södra delen av landet, 300 km väster om huvudstaden Mexico City. El Arroyo Colorado ligger 1 612 meter över havet och antalet invånare är 974.
Terrängen runt El Arroyo Colorado är kuperad, och sluttar söderut. Runt El Arroyo Colorado är det tätbefolkat, med 276 invånare per kvadratkilometer. Närmaste större samhälle är Uruapan, 6,9 km norr om El Arroyo Colorado. I omgivningarna runt El Arroyo Colorado växer huvudsakligen savannskog.